# Congregazione Fermana
La Congregazione Fermana era un organismo della Curia romana, oggi soppresso.

## Storia
Papa Eugenio IV aveva disposto nel 1431 che il governatorato della città di Fermo fosse detenuto dal cardinal nipote e così fecero anche i suoi successori sino a Innocenzo XII il quale eliminò definitivamente la carica di governatore. Innocenzo XII diede quindi disposizione con la bolla "Constantis fidei" del 3 gennaio 1692 per la fondazione della Congregazione Fermana che per l'appunto aveva il ruolo di governare la città ed il territorio di Fermo.
Il pontefice dispose inoltre che il presidente pro-tempore fosse da identificare nella persona del cardinale segretario di Stato e che ad ogni nuovo segretario, si rinnovasse anche tutto il collegio. La situazione rimase tale sino all'epoca di Benedetto XIV il quale con la bolla "Nemo" del 28 luglio 1746 decise di riformare la congregazione componendola del Cardinale Segretario di Stato, dell'uditore di stanza del papa e di altre personalità dei tribunali della curia romana.
La congregazione venne ufficialmente sciolta il 19 settembre 1761 da Clemente XIII con la bolla "Epitome" facendo confluire le sue funzioni all'interno della Congregazione del buon governo.

## Elenco dei prefetti
- Antonio Banchieri † (1730 - 1733 deceduto)

## Fonti
- Gaetano Moroni, Dizionario di erudizione storico-ecclesiastica, vol. XVI, Venezia 1842, p. 150-151